# Collège Notre-Dame de Bon Secours
 (juin 2010).
Si vous disposez d'ouvrages ou d'articles de référence ou si vous connaissez des sites web de qualité traitant du thème abordé ici, merci de compléter l'article en donnant les références utiles à sa vérifiabilité et en les liant à la section « Notes et références ».
Le collège Notre-Dame de Bon Secours est un établissement d'enseignement secondaire belge  situé à Binche. Devise : ensemble vers le meilleur 

## Histoire
Le Collège Notre-Dame de Bon Secours (CNDBS) est plus que centenaire, puisqu'il est né en 1880, en bordure de la rue de Merbes, dans la vaste propriété Mabille. Il succédait à un autre établissement qui avait en 1880 plus de trois siècles d'existence.

### La fondation du Collège Notre-Dame de Bon Secours
Avec l'accord de leur évêque, le principal Vandenborre, expulsé des bâtiments proches de la Collégiale, et le doyen Decléves, soucieux de défendre la liberté d'enseignement, font appel à la générosité des parents chrétiens. En mars 1880, ils achètent la propriété Mabille, marchand de vins, c'est- à - dire 60 ares de terrain et le « château blanc » situé dans le quartier de la station, en bordure de la rue de Merbes. 
En six mois, surgit un bâtiment de cinq niveaux, surmonté d'une flèche; on y aménagera les cuisines, salle d'étude et réfectoire, classes, dortoirs et chapelle provisoire.
Au mois d'octobre 1880, le nouveau collège est inauguré et confié au bon secours de Notre Dame. Le principal Vandenborre s'en va, estimant sa tâche achevée. Il cède la direction à l'abbé A. Mercier, qui est supérieur de l'école normale de Bonne-Espérance. L'intention de l'évêque était de transférer à Binche cette école normale.
Le projet sera abandonné sous la pression des Binchois qui veulent « leur collège » d'humanités. La première année scolaire est entamée, dans l'optimisme, malgré les soucis financiers et la « guerre scolaire » qui sévira jusqu'en 1884. Une centaine d'élèves sont inscrits dans les classes préparatoires et les deux premières années secondaires. On espère ouvrir progressivement les années supérieures pour offrir le cycle complet des humanités classiques et une section moyenne (de 3 ans)

### Croissance
Les vingt premières années du nouveau collège sont pénibles: le recrutement reste médiocre (une centaine d'élèves), les charges financières paraissent insupportables, le climat de la lutte scolaire est néfaste et décourageant. L'évêché envisage la suppression du cycle supérieur des humanités pour ne maintenir qu'une école moyenne et trois classes préparatoires. Cependant, les principaux, les professeurs et les parents luttent avec courage contre l'adversité.
Sous le principalat de l'abbé A. Guidon (1898 - 1906), s'élève un nouveau bâtiment, prolongeant le premier jusqu'au front de rue: on y aménage une salle de douches en sous-sol, des classes et, à l'étage, une belle chapelle inaugurée en 1906. Des maitres remarquables assurent le renom des études: G.[précision nécessaire] Malherbe, I.[précision nécessaire] Chevalier (futur vicaire général), Th.[précision nécessaire] Bondroit, J.[précision nécessaire], Abbé Joseph Gorlia  professeur de mathématiques et de sciences de 1900 à 1928, Deroubaix ... Les élèves sont ouverts aux problèmes sociaux et apostoliques; ils participent aux « concours interscolaires » organisés par le Ministère de l'Instruction Publique et y remportent de brillants succès.
Le principal J.[précision nécessaire] De Meester (1906 - 12) accueille plus de 300 élèves. Il termine l'aménagement de la chapelle, agrandit le « château blanc », veille à la qualité des études et de l'éducation chrétienne, dans un esprit assez rigoriste. Il sera ensuite doyen de la cité de St-Ursmer jusqu'en 1948

### Première Guerre mondiale
Monsieur l'Abbé J.[précision nécessaire] Clautriau dirige pendant deux ans un collège prospère puis il doit affronter la rude épreuve de quatre années de guerre. Malgré « l'occupant », il parvient à maintenir les cours réguliers et même le fonctionnement de l'internat jusqu'en 1917. À cette date, la majeure partie des locaux sont réquisitionnés et les internes doivent être renvoyés dans leurs familles. Une trentaine de maîtres et d'anciens élèves meurent pour notre liberté, un mémorial de bronze immortalise leurs noms.
La réorganisation du collège, après la guerre, n'est pas aisée. Pourtant, en 1921, on dénombre 255 élèves, dont 126 en section primaire, 60 en professionnelles et 79 en humanités anciennes. C'est aussi en 1921 que s'ouvre le « petit collège » à la rue St Jacques: les trois classes primaires inférieures y sont confiées aux Sœurs de l'Enfant-Jésus de Lille.

### Seconde Guerre mondiale
250 élèves sont éduqués par une équipe de 14 prêtres et 5 laics. Progressivement, la population s'accroîtra pour atteindre un total de 350 élèves, dont un tiers de pensionnaires.
D'heureux aménagements matériels rendront moins austère la vie des collégiens tandis que le programme des études se complétera de séances culturelles, de conférences, de voyages éducatifs; un poste de TSF fait son entrée à la salle de jeux en 1929; la chorale se fait entendre à la Collégiale Saint-Ursmer et à la station de Binche-Radio; la J.E.C. recrute des militants d'action catholique et l'Estudiantine binchoise connaît une étonnante vitalité pendant les vacances.
En 1930, est fondée l'Association des Anciens Élèves, sous la présidence du bourgmestre Ch. Derbaix. En août de cette année, la direction passe à l'abbé F. Bernard (1930 - 36), helléniste distingué. Le nouveau principal organise les fêtes du Cinquantenaire du Collège. En 1936, il négocie l'achat de la maison Mabille qui devient le « château rouge »; désormais, l'entrée cochère, le jardin et les caves à vin (hélas, vides!) appartiennent à l'établissement devenu trop petit.
Promu principal en 1936, l'abbé Ed. Herman connaît, avec toute sa communauté, la période de tension qui aboutit à la seconde guerre mondiale.

### Nouvel essor et mutations accélérées
Dès 1946, les inscriptions affluent, obligeant le principal Ghislain (1944 - 46) à équiper un dortoir supplémentaire, à agrandir le réfectoire, à modifier les locaux des classes. Aux douze prêtres, s'ajoutent des professeurs laïcs, dont le nombre ne cessera de grossir, d'année en année. En 1953 le collège fait l'acquisition de la propriété Levie, occupée par la famille de Stexhe, à l'angle des rues de Merbes et Wanderpepen, où s'installe le « pavillon des aînés ».
Entre 1959 et 1960 est construit un bloc de classes à l'emplacement du potager (le bâtiment A actuel[Quand ?] dénommé « nouveau bâtiment ») et une seconde cour de récréation. D'autres travaux seront encore réalisés: aménagement de locaux de physique et chimie, d'une salle de gymnastique; modernisation des dortoirs; renouvellement du mobilier des classes. En 1972, achat de la maison voisine où se situe actuellement[Quand ?] le centre administratif de l'établissement et création de classes à l'étage du « château blanc »...
Tous ces travaux ont été possibles grâce à la générosité des Anciens, des parents et amis, des professeurs prêtres (qui ont investi leurs traitements dans « les briques »), grâce aussi au Pacte Scolaire de 1958 et à une gestion vigilante des finances de la maison.
Parallèlement à ces extensions, de nouvelles sections sont ouvertes: les humanités modernes deviennent complètes puis se partagent en scientifiques et économiques; la section primaire devenue gratuite et subventionnée par l'État, passe de 130 à plus de 300 élèves, répartis en douze classes en 1970. En vingt ans, le Collège double ses effectifs: en 1970, le corps professoral compte 10 prêtres et 40 laïcs.
Au départ du principal Clément en 1973, un directeur laïc, Mr Passelecq assumera la lourde responsabilité d'un centre scolaire qui englobe les sections secondaires mixtes (plus de 700 élèves), deux écoles primaires (l'une pour garçons, l'autre pour filles), au total, plus de 1 500 jeunes de 3 à 18 ans.

## Aujourd'hui[Quand?]
Les trois orientations d'enseignement (général, technique et professionnel) en communauté française sont présents au collège.

### Direction
- 2019 : Mme Anne Verhaeren
- 2011 - 2019 : Mme Teresa Maggiordomo
- 2004 - 2011 : M. Jean-Pierre Daloze
- 1997 - 2004 : M. Éric Daubie
- 1991 - 1997 : Mme Bernadette Deconninck Vallery
- 1981 - 1991 : M. Daniel Potmans
- 1973 - 1981 : M. Alfred Passelecq (premier directeur laïc)
- 1948 (?) - 1973 : Chanoine[2] Paul Clément
- 1944 - 1946 : abbé J.[précision nécessaire] Ghislain
- 1936 - 1944 : abbé Ed.[précision nécessaire] Herman (Hermant?)
- 1930 - 1936 : abbé F.[précision nécessaire] Bernard
- 1922 - 1930 : abbé P.[précision nécessaire] Bayer (Bayet?)
- 1912 - 1922 : Chanoine[3] Joseph Clautriau
- 1906 - 1912 : abbé J.[précision nécessaire] De Meester
- 1898 - 1906 : abbé A.[précision nécessaire] Guidon
- 1891 - 1898 : abbé P.[précision nécessaire] Vandenbossche (Vandenbosch?)
- 1886 - 1891 : abbé Paul Bastin (principal à 26 ans)
- 1883 - 1886 : abbé Charles Fontaine
- 1880 - 1883 : abbé A.[précision nécessaire] Mercier

## Anciens élèves célèbres

### Artistes (peintre, sculpteur, dessinateur)
- Christian Leroy promotion 1949(?) Sculpteur renommé (1931-2006).
- Jacques Lefebvre professeur au collège de 1968 à 2005(?) Ecrivain et aquarelliste.
- Martin Leroy promotion 1991 - options latin-langues-art. Dessinateur-caricaturiste[4] né en 1973.

### Écrivains
- Jacques Lefebvre Docteur en philologie romane de l'Université de Liège. Professeur de français au collège de 1968 à 2005(?). Membre du Conseil d'administration de l'A.E.B. Président de l'Association Belge des professeurs de français. Prix Gilles Nelod. Groupe du roman, pour Le colombier, en 1994. Prix de l'Eau Noire, pour L'oncle de Paris, en 1996. Prix Gauchez-Philippot, pour Comme un veilleur, en 1998[5]
- Philippe Leuckx, né à Havay en 1955, élève au Collège de 1965 à 1974. Romaniste, professeur de français, d'histoire de l'art et de philosophie à Soignies. Auteur d'une trentaine de recueils de poésie. Prix Emma-Martin 2011 pour "Selon le fleuve et la lumière". Membre de l'Association des Écrivains Belges, depuis 1994. Bourses de résidence à l'Academia Belgica de Rome (2003, 2005, 2007).
- Tina Noiret, née à Haine-Saint-Paul. Romaniste, professeur de français, de technologies et de cours généraux (knowledge management, gestion de projet, ressources humaines, innovation). Ex-fonctionnaire européenne (jusque 2008). Auteure de La femme invisible, du recueil poétique Chants perdus et Le Caprice des dieux, elle a aussi publié des nouvelles et des analyses en éducation permanente. Créatrice du projet L'Art à l'Oeuvre.

### Journalistes
- Brice Depasse, élève de 1968 à 1980, auteur et présentateur de La Story sur Nostalgie (Wallonie). Il a également publié des articles dans la presse quotidienne nationale et périodique ainsi que de nombreux ouvrages en rapport avec l'histoire de la musique populaire et du cinéma.

### Scientifiques
- Marie-Blanche Tahon promotion 1967. Professeur et Chercheuse faculté des sciences sociales de l'Université d'Ottawa.